# AMX-30
АМХ-30 — основной боевой танк вооружённых сил Франции (с 1966 года), отличающийся от ОБТ ведущих стран мира сравнительно невысокой защищённостью, но значительной подвижностью и высокой манёвренностью.

## История создания
Разработка танка AMX-63, в дальнейшем получившего название АМХ-30, началась во Франции в 1957 году на основе единых с ФРГ и Италией тактико-технических требований к основному боевому танку 1960-х годов. Создание танка для сухопутных войск Франции было продолжено государственным научно-исследовательским центром АМХ в Исси-ле-Мулино (пригород Парижа). Предпочтение было отдано огневой мощи и подвижности за счёт снижения броневой защиты.
Серийный выпуск АМХ-30 начат в 1966 году. В начале 1980-х годов принято решение модернизировать танк АМХ-30 и с 1982 года улучшенный образец, получивший наименование АМХ-30В2, начал поступать в войска. После прекращения в 1986 году производства АМХ-30В2 для возможной поставки на экспорт были разработаны опытные образцы (прототипы) танков АМХ-32 и АМХ-40 (с усиленной бронёй и сниженной манёвренностью). Однако, ввиду отсутствия интереса к машинам со стороны французской армии и возможных импортёров, производство этих моделей так и не было начато.

## Технические данные
Танк имеет классическую схему общей компоновки. Механик-водитель размещается в носовой части корпуса, его рабочее место смещено к левому борту, командир танка и наводчик находятся в боевом отделении справа от пушки, заряжающий — слева. Боевое отделение занимает среднюю часть корпуса и башню. Моторно-трансмиссионное отделение находится в кормовой части корпуса и занимает объём 5,3 м³. Топливные баки общей ёмкостью 960 литров размещены в отделении управления и в моторно-трансмиссионном отделении. Боекомплект к пушке уложен в передней части корпуса справа от механика-водителя (28 выстрелов) и в башне (19 выстрелов). Общий забронированный объём танка составляет 12,8 м³, из которых 2 м³ приходится на башню.
Основным вооружением танка является 105-мм нарезная пушка CN-105-FI французского производства. Её отличительной особенностью является отсутствие эжектора: продувка ствола осуществляется сжатым воздухом, а для удаления пороховых газов из боевого отделения используются специальные вентиляторы. Для повышения точности и кучности стрельбы ствол снабжён теплозащитным кожухом. Стрельба ведётся унитарными бронебойными подкалиберными, кумулятивными, осколочно-фугасными, осветительными и дымовыми снарядами французского производства. Поскольку французы сделали ставку на кумулятивный снаряд Obus G1, шаг нарезов был выбран большой (25 калибров), и это препятствует применению в ней вращающихся подкалиберных снарядов с отделяющимся поддоном (они не стабилизируются), хотя гильзы и заряды унифицированы с остальными 105-мм танковыми пушками НАТО. Заряжание пушки производится вручную, для выброса стреляных гильз в левом борту башни имеется специальный люк.
Предусмотрено дублированное управление огнём от командира танка (он может вести стрельбу из основной 105-мм и вспомогательной 20-мм автоматической пушек днём и ночью). Для разведки целей и наведения оружия у командира имеются основной и вспомогательный прицелы. В качестве основного используется комбинированным дневной-ночной перископический прицел М496, имеющий восьмикратное увеличение. В конструкции прицела включены дневной и ночные (низкоуровневый телевизионный и активный инфракрасный) каналы. Для подсветки целей ночью у командира установлен инфракрасный прожектор РН9, обеспечивающий дальность обнаружения в ИК-диапазоне 600—800 метров. Вспомогательный дневной прицел командира имеет десятикратное увеличение. Основной прицел наводчика М581 работает совместно с лазерным дальномером АРХ М550 и электронным баллистическим вычислителем СО-ТАС. Увеличение прицела - десятикратное. Дальномер обеспечивает измерение дальностей в диапазоне 300-10 000 м. Электронный баллистический вычислитель учитывает отклонения условий стрельбы от нормальных и вырабатывает поправки на скорости цели и танка, дальность до цели, боковой ветер, крен оси цапф, износ канала ствола, температуру воздуха и атмосферное давление. Для стрельбы ночью у наводчика имеется перископический монокулярный подсветочный прицел. Подсветка целей осуществляется ксеноновым прожектором РН-88, дальность обнаружения целей достигает 1100 метров. Телевизионная камера смонтирована снаружи на правой стороне башни и передаёт изображение на экраны командира танка и наводчика.
В качестве вспомогательного оружия используются 20-мм автоматическая пушка М693 (установлена в одной бронемаске с основным орудием) и зенитный пулемёт калибра 7,62 мм, установленый на командирской башенке. 20-мм автоматическая пушка имеет возможность перемещаться независимо от основного орудия в вертикальной плоскости, что обеспечивает ей угол возвышения до 40 градусов.
Корпус танка сварной, носовой узел — литой. Верхний лобовой лист корпуса имеет толщину 80 мм и наклон 68 градусов. Броневые детали корпуса монолитные, борта толщиной 57 мм. Башня танка литая.

Для защиты экипажа от воздействия поражающих факторов оружия массового поражения применяется фильтровентиляционная установка, танк комплектуется оборудованием для дегазации после действий в условиях применения отравляющих веществ. Для более комфортных условий работы экипажа предусмотрена система кондиционирования воздуха. Защита от пожара обеспечивается установкой быстродействующей системы противопожарного оборудования. Для постановки дымовых завес используются 4 гранатомёта калибра 80 мм.
На танке в едином блоке с трансмиссией и обслуживающими системами установлен четырёхтактный двенадцатицилиндровый многотопливный дизель жидкостного охлаждения с горизонтальным расположением цилиндров HS-110-2 мощностью 530 кВт (720 л. с.). Пуск двигателя производится электростартером. Двухпоточная гидромеханическая трансмиссия ENC 200 включает комплексную гидропередачу с автоматически включаемым блокировочным фрикционом, простую трёхвальную автоматическую коробку передач, обеспечивающую пять передач переднего хода и три — заднего, и дифференциальный механизм поворота с гидрообъёмной передачей в дополнительном приводе. Особенностью конструкции является использование суммирующего планетарного ряда внешнего зацепления. ГОП — аксиально-поршневая, швейцарского производства. Для торможения используются дисковые тормоза сухого трения. Система управления движением — электро-механо-гидравлическая. Ходовая часть танка — пятиопорная, с задним расположением ведущих колёс. Гусеничный движитель включает десять двухскатных опорных катков с резиновыми шинами, десять поддерживающих катков с внутренней амортизацией, направляющие колёса с резиновыми шинами, ведущие колёса со съёмными венцами, гусеницы, состоящие из литых траков с ОМШ и съёмными резиновыми асфальтоходными подушками. В системе подрессоривания применены несоосные торсионные валы и телескопические гидроамортизаторы на первом и пятом узлах подвески. Пробег танка до капитального ремонта установлен в 10 000 км.

## Модификации танка
- AMX-30 (1963—1981) — базовый образец. Имеет оптический прицел-дальномер, стабилизатор вооружения отсутствует. С пушкой спарен пулемёт калибра 12,7 мм. Двигатель HS-110 мощностью 515 кВт в моноблоке с механической трансмиссией 5SD-200D.
- AMX-30S (Sahara) — экспортный вариант танка АМХ-30 для Катара и Саудовской Аравии. Отличался установкой бортовых экранов, двигателя мощностью 620 л. с. с изменённой конструкцией коробки передач, а также усиленной системой кондиционирования и противотермитной обработкой изоляционных материалов.
- AMX-30B2 (1982—1986) — улучшенная система управления огнём, применение телевизионной системы, двигателя HS-110-2 и гидромеханической трансмиссии. Вместо спаренного пулемёта может устанавливаться 20-мм автоматическая пушка.
- AMX-30B2 Brenus — специальная модификация, оснащённая динамической защитой в виде 112 контейнеров, размещённых на корпусе и башне. Для компенсации увеличения массы (до 37,7 т) на танке установлен тепловозный дизельный двигатель мощностью 725 кВт (по данным французского сайта chars-francais.net).
- АМХ-30 super (модификация 1988 года, обозначается в наименовании малой литерой s) — модернизированный вариант АМХ-30, предложенный группой немецких фирм для Саудовской Аравии. Отличается новой системой управления огнём, двигателем мощностью 850 л. с., увеличенной до 1028 л ёмкостью топливных баков, автоматической трансмиссией, улучшенной ходовой частью.
- АМХ-30D — Бронированная ремонтно-эвакуационная машина
- АМХ-32 — экспортный вариант АМХ-30. Броневая защита увеличена за счёт применения многослойного бронирования передней части корпуса и сварной башни, установлена новая гидромеханическая трансмиссия, вместо спаренного с пушкой 7,62-мм пулемёта установлена 20-мм пушка (с боекомплектом 480 выстрелов) и улучшенная система управления огнём. На первом демонстрационном образце была сохранена 105-мм нарезная пушка АМХ-30, но рассматривалась возможность установки в башню более мощного 120-мм гладкоствольного орудия[1].
- АМХ-40 — экспортный вариант танка АМХ-30.
- AMX-30 ACRA (Anti-Char Rapide Autopropulsé) — Экспериментальный французский ракетно-артиллерийский танк, вооружённый перспективным орудием - пусковой установкой калибра 142 мм. Орудие - пусковая установка новой модели предназначалась для использования перспективной управляемой ракеты типа ACRA и нового осколочно-фугасного снаряда. Атаковать бронетехнику противника предлагалось при помощи ракет, тогда как пехота и укрепления могли уничтожаться 142-мм активно-реактивным снарядом. Осколочно-фугасный выстрел представлял собой изделие общей длиной 90 см и массой 21 кг. На собственно снаряд приходилось 64 см длины и 15 кг веса при 2 кг взрывчатого вещества. Снаряд также имел аэродинамический стабилизатор с шестью плоскостями. Согласно расчётам, такой снаряд мог лететь на дальность до 8 км, однако недостаточная длина ствола не позволяла разогнать его до требуемых скоростей. Начальная скорость боеприпаса составляла всего 550 м/с. За счёт применения собственного двигателя снаряд получил возможность разгона до 700 м/с. Оригинальный осколочно-фугасный снаряд являлся лишь дополнительным оружием перспективного танка: основным средством атаки целей должна была стать управляемая ракета Anti-Char Rapide Autopropulsé.
- El-Niño - испанский AMX 30.
- AMX P-006 и P-007 - модифицированные AMX 30 El-Niño в Испании.

## Машины на базе танка АМХ-30
На шасси АМХ-30 выпускались 155-мм самоходная артиллерийская установка (AMX-30 AUF1), зенитная самоходная установка, самоходная пусковая установка тактических ядерных ракет «Плутон» (AMX-30 Pluton), зенитно-ракетный комплекс «Роланд» (AMX-30 Roland), танковый минный тральщик (AMX-30EBD) и танковый мостоукладчик (AMX-30EBG), бронированная ремонтно-эвакуационная машина (AMX-30D), а также машина с изменённой внешней конфигурацией корпуса для изображения танков противника во время учений (AMX-30 FORAD).
Производство танков АМХ-30 для поставки на экспорт производились с 1966 по 1981 год на танкосборочном заводе ARE (город Роанни).

С 1982 года завод перешёл на выпуск танков АМХ-30В2, серийное производство которых было прекращено в 1986 году. Последний танк модели AMX-30 был собран во Франции в 1993 году.

Помимо Франции, производство танков AMX-30S с 1974 по 1984 год осуществлялось по лицензии в Испании, на танковом заводе в городе Севилья.

Всего было выпущено около 3571 машин различных модификаций.

Кроме французской армии, имеющей 1355 единиц AMX-30 состоят на вооружении сухопутных войск Боснии (52 единицы AMX-30s), Венесуэлы (82 единицы модернизированной в 1989 году AMX-30Vs и 4 единицы AMX-30D), Греции (102 единицы AMX-30B2s), Испании (299 единиц AMX-30s), Катара (54 единицы AMX-30Ss), Кувейта (18 единиц AMX-30), Нигерии (16 единиц AMX-30), ОАЭ (64 единицы AMX-30s), Саудовской Аравии (292 единиц AMX-30Ss и AMX-30SAs), Кипра (52 единицы AMX-30B2s). В Чили также имелось 21 единиц AMX-30s, которые теперь сняты с вооружения.
В 1992 году на смену морально устаревшей модели AMX-30 пришёл новый танк «AMX-56 Leclerc».
- Obus de Triana - испанская САУ на основе AMX-30E.

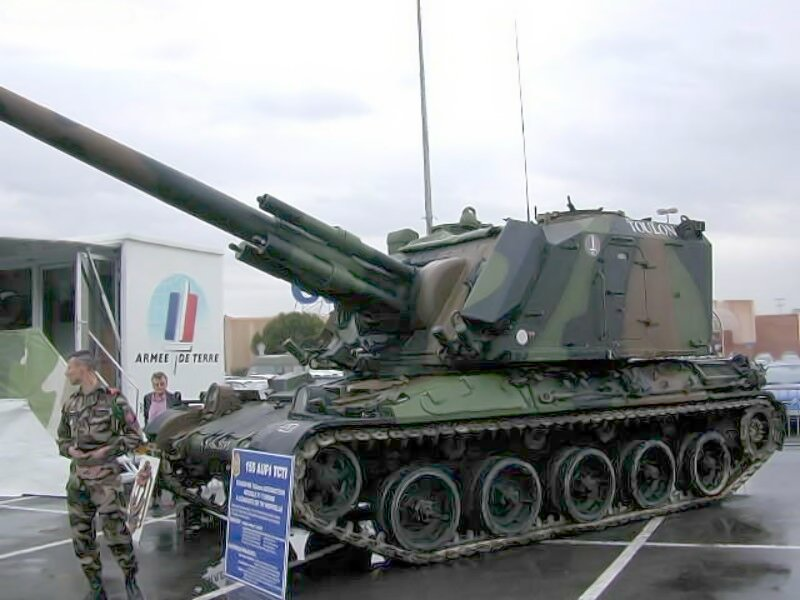
AMX-30 AUF1
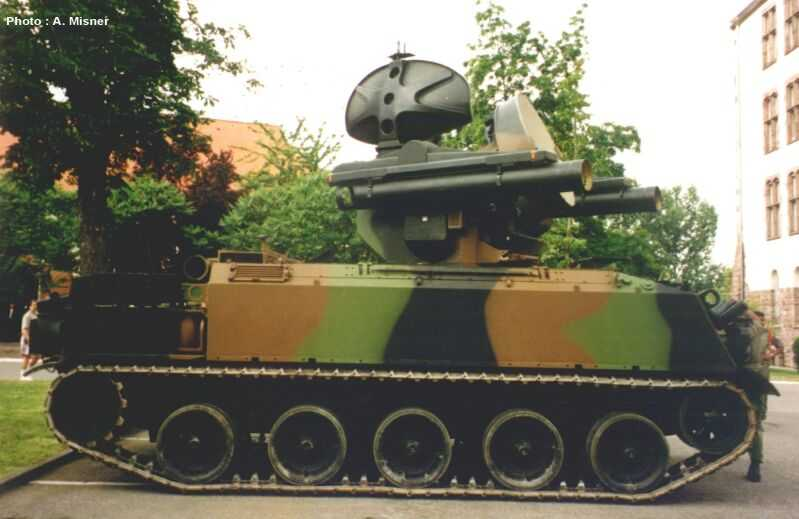
зенитно-ракетный комплекс «Роланд» (AMX-30 Roland)
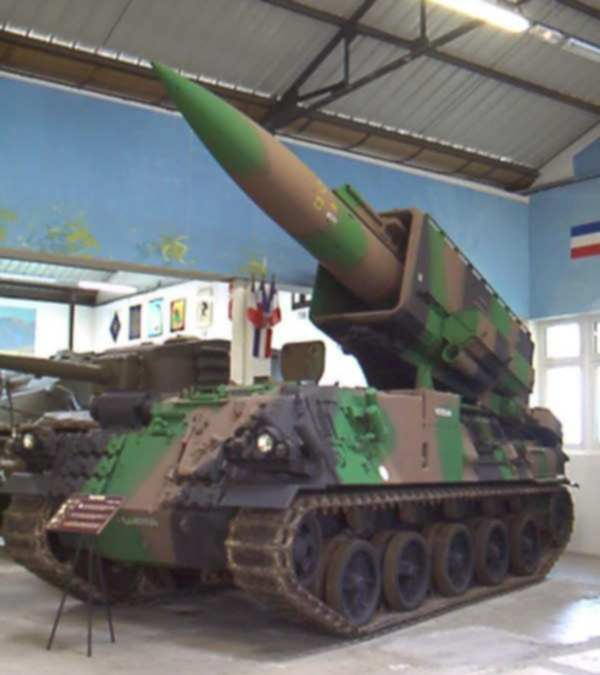
СПУ тактических ракет «Плутон» (AMX-30 Pluton)
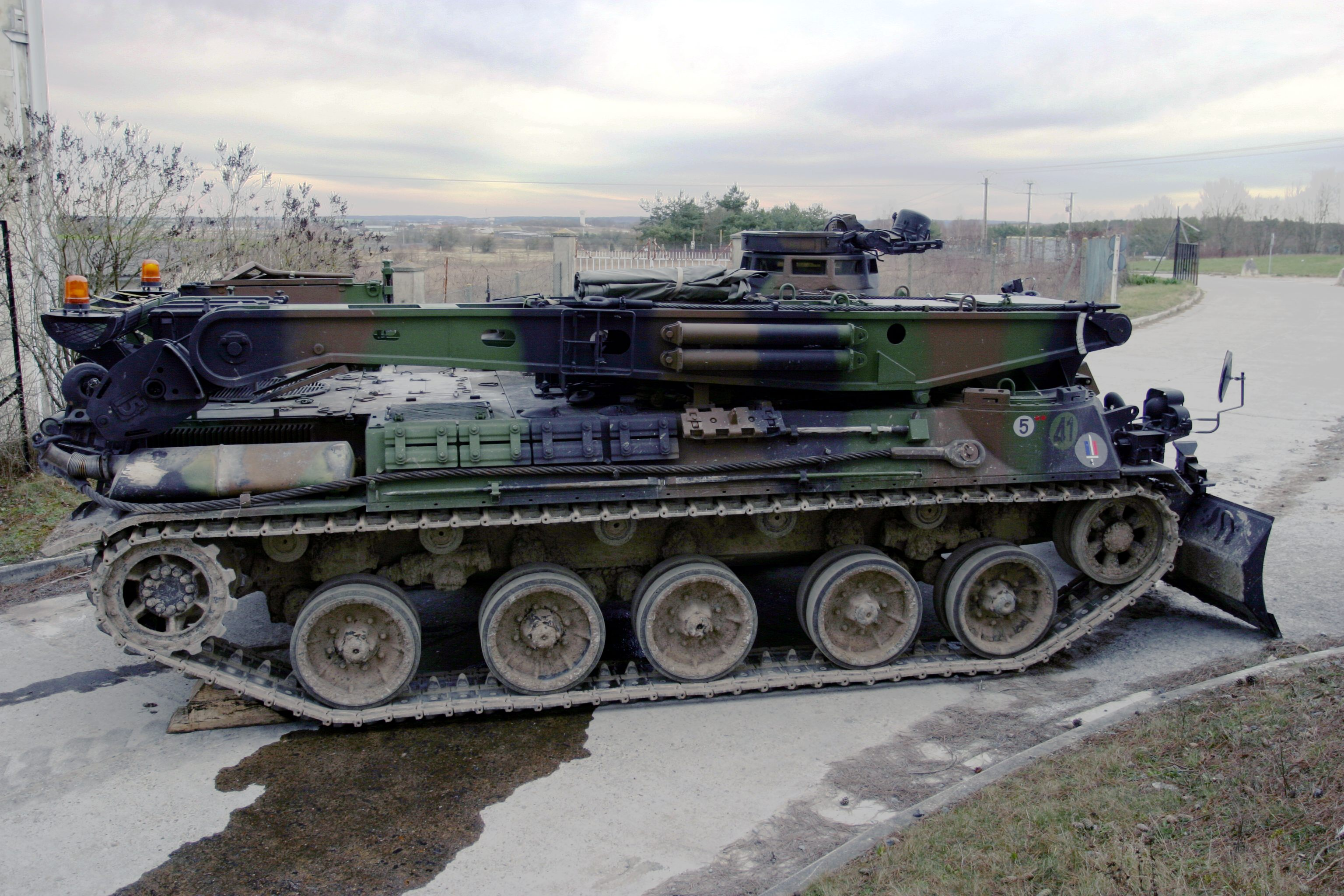
БРЭМ (AMX-30D)
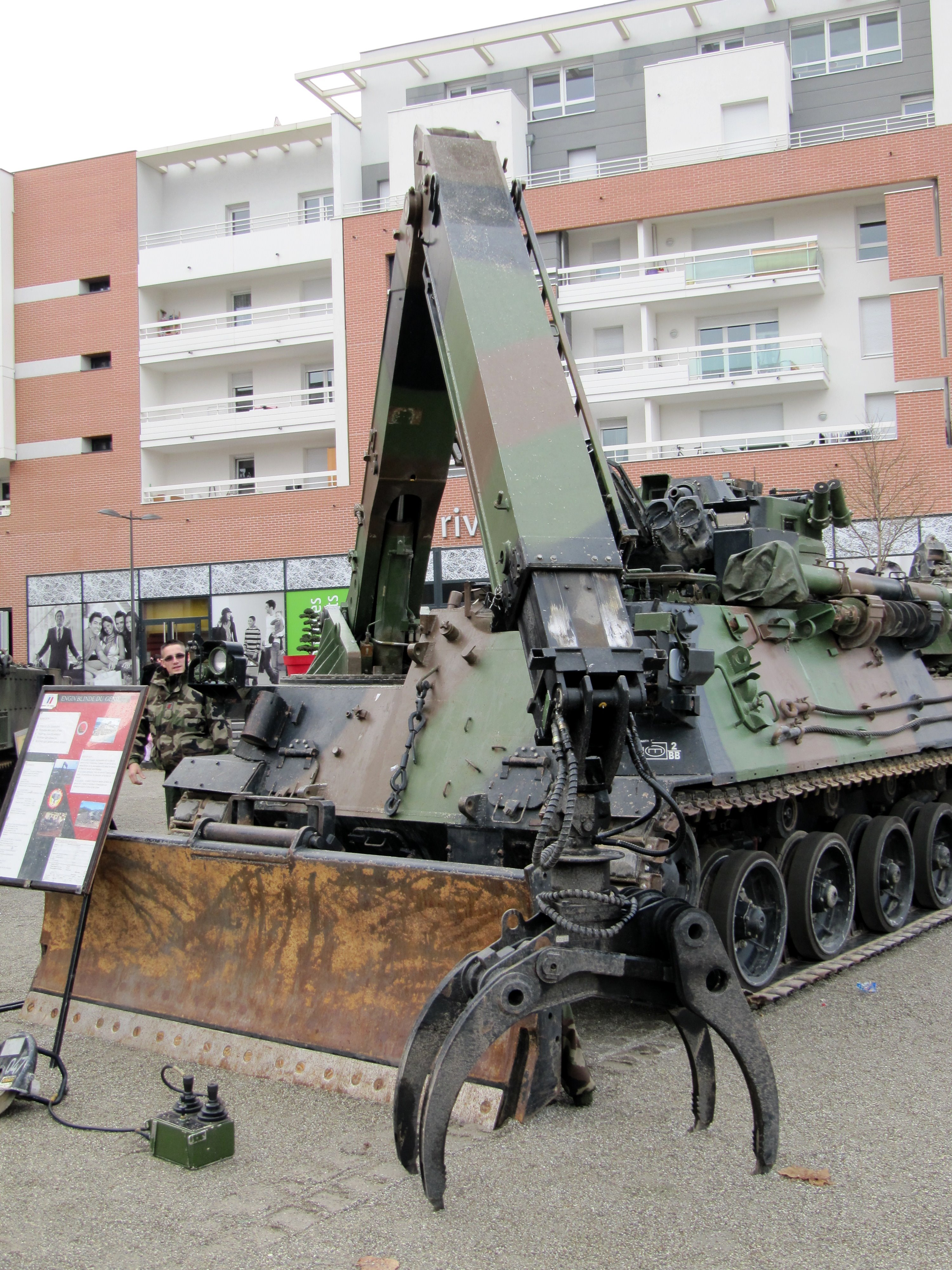
Инженерный танк EBG

## Операторы
- Босния и Герцеговина — 50 танков, по состоянию на 2010 год[2]
- Венесуэла — 81 AMX-30V и 3 AMX-30D, по состоянию на 2016 год[3]
- Катар — 30 AMX-30 и 1 AMX-30D, по состоянию на 2016 год[4]
- Кипр — 52 AMX-30B2 и 2 AMX-30D по состоянию на 2024 год[5]
- Испания — 1 AMX-30 , по состоянию на 2016 год[6]
- ОАЭ — 45 AMX-30 и 4 AMX-30D, по состоянию на 2016 год[7]
- Саудовская Аравия — 140 AMX-30 и 55 AMX-30D, и 10 танковых мостоукладчиков на базе AMX-30, по состоянию на 2016 год[8]
- Франция — 54 AMX-30EBG, 30 AMX-30D и некоторое количество AMX-30B/B2, по состоянию на 2016 год[9]

## Галерея

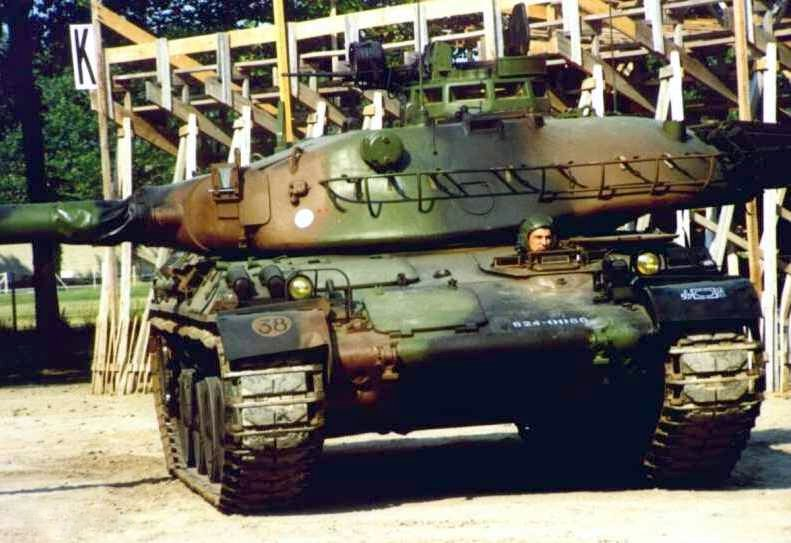
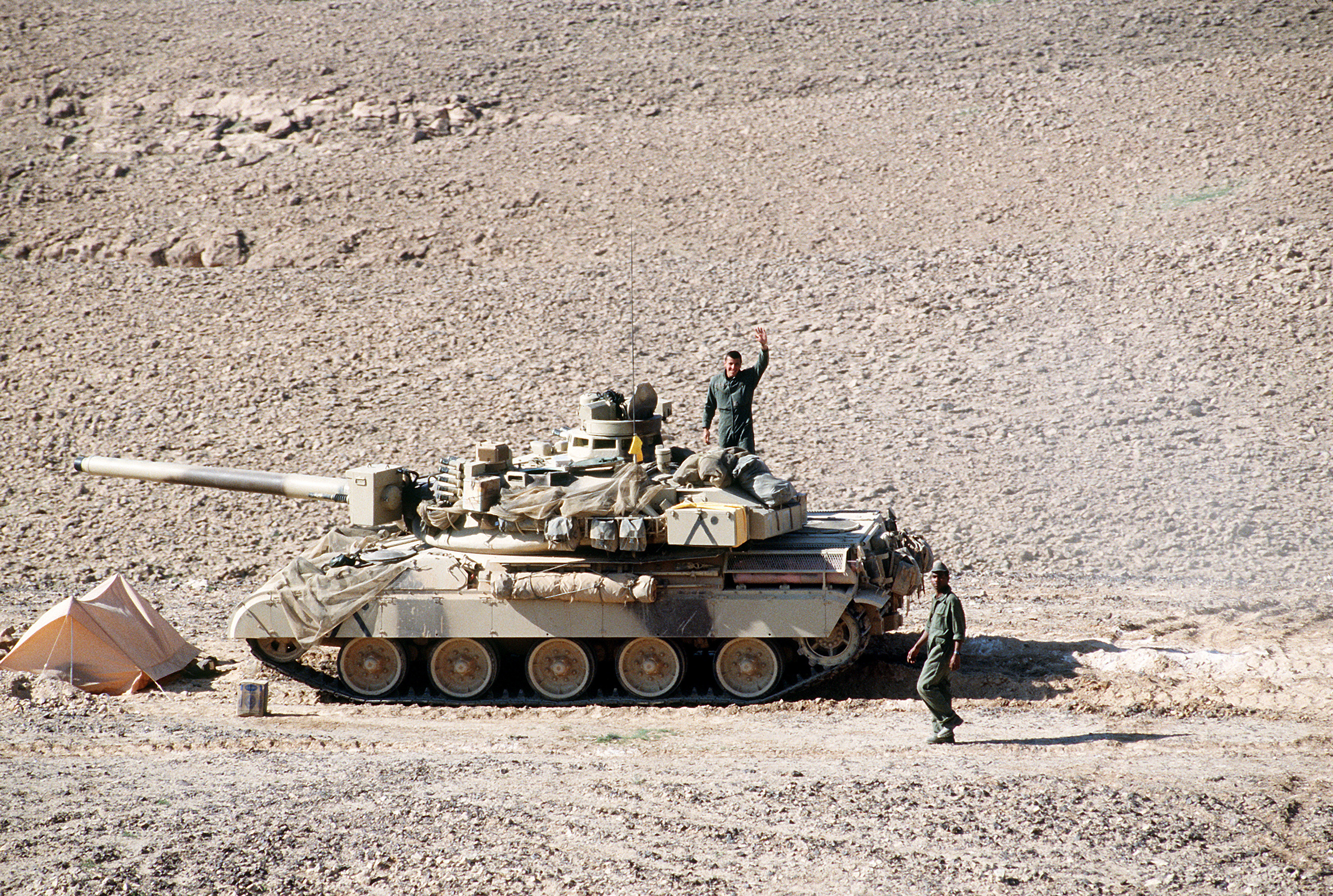
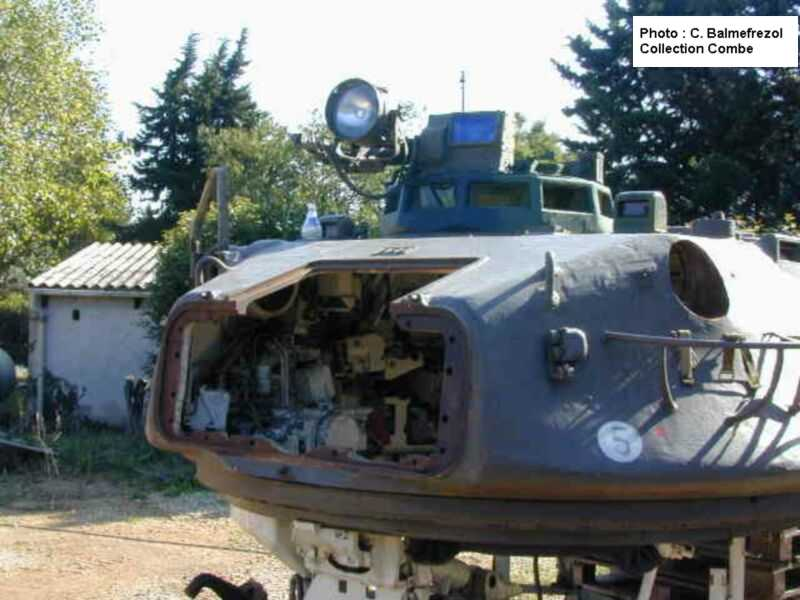
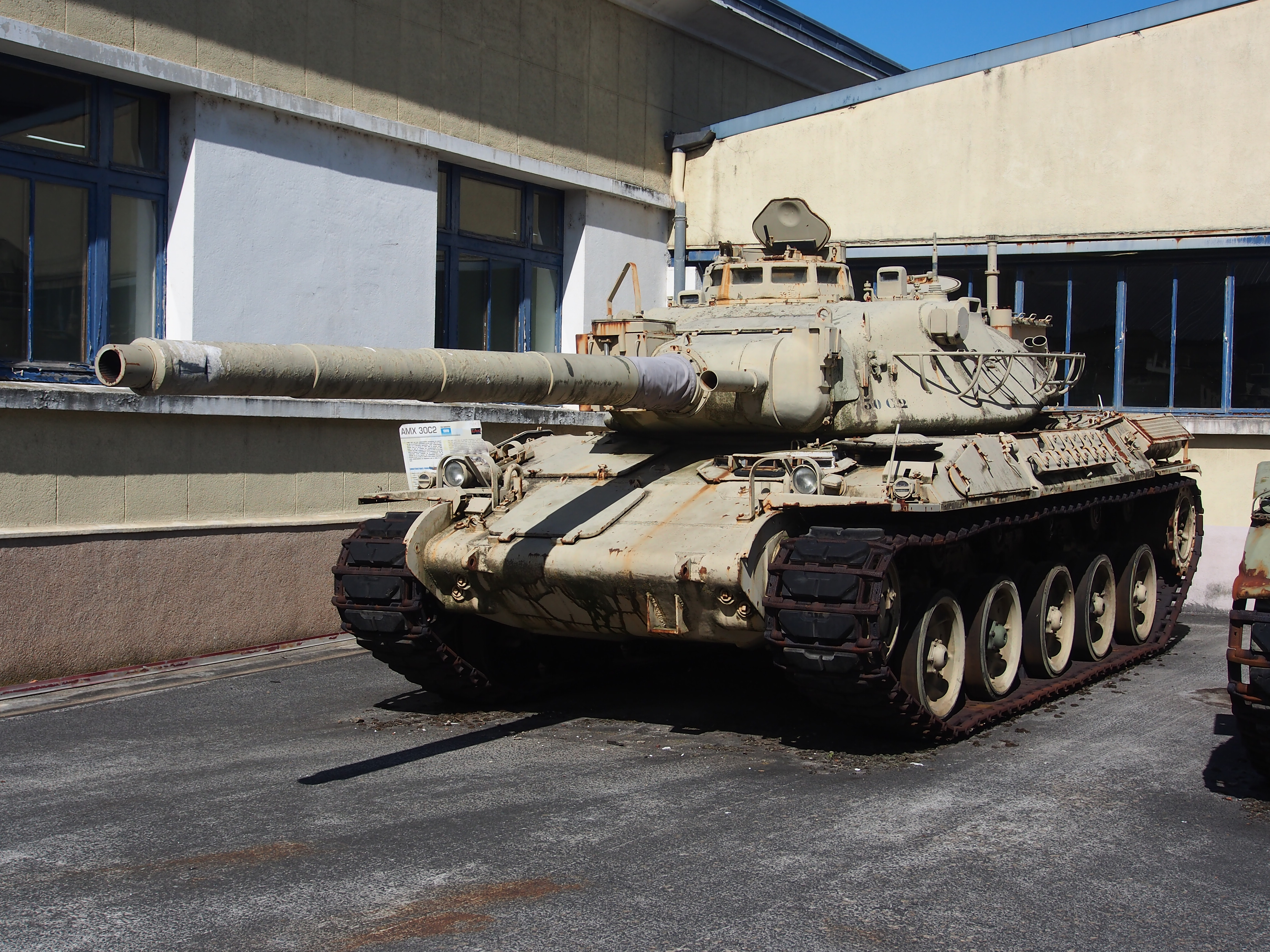
AMX-30C2